# Oncocnemis diffusa
Oncocnemis diffusa är en fjärilsart som beskrevs av Achille Guenée 1852. Oncocnemis diffusa ingår i släktet Oncocnemis och familjen nattflyn. Inga underarter finns listade i Catalogue of Life.